# Aloísio dos Santos Gonçalves
Aloísio dos Santos Gonçalves, mais conhecido como Aloísio Boi Bandido ou em chinês como Luo Guofu (洛国富) (Araranguá, 19 de junho de 1988), é um ex-futebolista brasileiro naturalizado chinês, que atuava como atacante.
Seu apelido, Boi Bandido, surgiu graças a uma homenagem da torcida do Figueirense, que presenciava sua raça e dedicação em campo.

## Carreira

### Início
Aloísio começou sua carreira profissional em 2006, no Grêmio, com apenas 18 anos de idade. No ano seguinte foi emprestado ao Chiasso da Suíça, mas retornou ao país em 2009. Em 2010 foi jogar no Caxias, onde dele se esperava um grande destaque, mas as inúmeras contusões o atrapalharam. Por causa delas, em 2011, acabou sendo emprestado para a Chapecoense por um ano, mas Aloísio se destacou tanto no Campeonato Catarinense de 2011 que sua equipe foi campeã e o empresário Eduardo Uram comprou seu passe e o repassou ao Figueirense.

### Figueirense
No primeiro ano com o Figueirense, Aloísio alternou a titularidade e a reserva por se manter inconstante durante as partidas. Fez um gol importante contra o Grêmio abrindo o placar no Estádio Olímpico em RS, vencido pelo seu time por 3 a 1.
Em 2012 ele foi o grande destaque do time, principalmente no Campeonato Brasileiro de 2012, apesar da má campanha do time o atacante se destacou individualmente e chamou atenção de grandes equipes como São Paulo e Cruzeiro. Fez um gol em 11 de agosto, contra o Sport, um gol que deu a vitória ao Figueirense por 1 a 0 fora de casa. Fez três gols que também deram a vitória ao Figueirense vencendo o Coritiba por 3 a 1 dentro de casa. Em 29 de agosto, Fez um gol contra o Náutico mas perdeu de virada por 3 a 2. Contra o Fluminense em 1 de setembro, fez um gol que diminuiu a vantagem do Fluminense e João Paulo fez de falta 2 a 2 para o Figueirense. Fez outro contra a Ponte Preta em um empate por 2 a 2. Fez 6 gols em um mês contra o Cruzeiro, Fluminense, Palmeiras e Ponte Preta. Fez mais um gol contra o Atlético-GO em uma vitória por 3 a 1 no Orlando Scarpelli. Em 17 de outubro, fez dois gols contra o Internacional nos últimos minutos e deu a vitória ao Figueira por 3 a 2 no Beira-Rio.
Em 17 de outubro de 2012, após a derrota por 2 a 0 do Figueirense para o Santos, em jogo válido pelo Campeonato Brasileiro, Aloísio confirmou sua saída do clube catarinense para a temporada seguinte, a de 2013. Eis as palavras do jogador:
| “ | Meu ciclo está se acabando. Assim que acabar meu contrato, vou sair. Só tenho que agradecer ao clube, que me projetou no cenário nacional. Agradecer ao torcedor e à diretoria. Tenho certeza de que, num futuro próximo, o Figueirense voltará à Série A, pela estrutura e o trabalho que vem fazendo. | ” |

Seu último gol pelo Figueirense foi contra o Grêmio em 25 de novembro, fez dois diminuindo a vantagem do Grêmio para 1 gol. Mas acabou perdendo no placar por 4 a 2 dentro de casa pela penultima rodada do campeonato brasileiro.

### São Paulo
Aloísio foi o novo reforço do São Paulo para 2013, que, após dois anos, volta à disputa da Copa Libertadores. Em 1 de dezembro de 2012, o próprio atleta confirmou que já tinha um pré-contrato assinado com o clube do Morumbi.
Em 7 de dezembro do mesmo ano, após expectativas, o presidente são-paulino, Juvenal Juvêncio, confirmou a contratação de Aloísio. Um mês depois, mais especificamente em 04 de janeiro de 2013, junto com Negueba, foi apresentado no São Paulo com um contrato que duraria até metade de 2014. Nesta, transpareceu a "oportunidade única na carreira" de atuar por um clube como o Tricolor paulista.
O atacante chega ao São Paulo com boas referências. Do atual elenco tricolor, Aloísio já jogou com Edson Silva e Maicon. O trio esteve junto no Figueirense. O novo reforço conversou com Maicon e só confirmou tudo aquilo que ouviu a respeito do clube paulista.
| “ | Sempre foi meu sonho jogar no São Paulo. Chego para trabalhar forte e me dedicar em tudo àquilo que eu fizer em 2013. É um sonho que estou realizando e vou buscar os títulos possíveis na próxima temporada. | ” |

Fez sua estreia na Copa Libertadores contra o Bolívar em uma vitória por 5 a 0 no Morumbi. Marcou seu primeiro gol pelo São Paulo em 9 de fevereiro, contra o Guarani de Campinas em uma vitória por 2 a 1 fora de casa. Fez seu segundo gol pelo São Paulo contra o Atlético Mineiro em uma derrota por 2 a 1 fora de casa no primeiro jogo de sua equipe na Libertadores.[carece de fontes?] Fez mais um gol pelo São Paulo contra o São Caetano fora de casa pelo campeonato paulista. No quarto gol pelo São Paulo foi na derrota por 2 a 1 para o Arsenal de Sarandí. Fez seu sexto gol pelo São Paulo contra o Botafogo de Ribeirão Preto pelo campeonato paulista na vitória por 3 a 1 fora de casa. Marcou mais um gol no campeonato paulista contra o União Barbarense em 10 de abril.[carece de fontes?] Na segunda rodada do brasileirão marcou um gol na vitória sobre o Vasco no Morumbi em 5 a 1 com dois gols de Luís Fabiano em 29 de maio de 2013.
Em 11 de agosto, na derrota diante da Portuguesa por 2 a 1, com o São Paulo precisando acumular pontos para sair da incômoda zona de rebaixamento, Aloísio, aos 43 minutos da segunda etapa, desviou gol certo com a mão e, assim, evitou que seu clube conseguisse importante empate fora de casa.
Constantemente elogiado por sua vontade, Aloísio marcou o gol que deu a vitória sobre o Náutico, fazendo com que os são-paulinos, apesar da 17ª colocação, possam respirar mais rumo à saída da degola. Após o confronto, o atleta destacou mais uma vez a superação:
| “ | Quando não dá na técnica, com jogador a menos, tem que ir na raça. Tem que ter humildade para saber quando tem que marcar e quando tem que jogar. | ” |

Em 9 de outubro de 2013, mais uma vez demonstrando sua dedicação pelo clube, até mesmo fora de campo, e fazendo jus ao epíteto de Boi Bandido, Aloísio comemorou o primeiro gol da vitória são-paulina sobre o Cruzeiro por 2 a 0, marcado por Douglas, em jogo válido pelo Brasileirão, pulando sobre o treinador Muricy Ramalho e, depois disso, chacoalhando-o pelo colarinho.
Em 27 de outubro, Aloísio confirmou sua boa fase ao marcar um hat-trick diante do Internacional, na vitória tricolor sobre os gaúchos por 3 a 2, pela 31ª rodada do Brasileirão. Com o triunfo, os paulistas se afastam cada vez mais do Z-4, passando a fazer uma competição diferente daquela que vinham realizando até setembro, quando eram presença constante entre os quatro últimos colocados.
Em 29 de outubro, o clube lançou uma camiseta em sua homenagem.
A identificação do atacante com o clube foi tão grande que, mesmo após o mau 2013 são-paulino, no qual se salvar do rebaixamento no Brasileirão se converteu no principal "triunfo" da temporada, Aloísio foi um dos principais destaques, senão o principal, do Tricolor, com 22 gols marcados, estes responsáveis por fazê-lo dividir a artilharia da equipe no ano com o ídolo de longa data Luís Fabiano, e acabou também elogiado pelo vice-presidente do clube, João Paulo de Jesus Lopes, que declarou que o Boi Bandido "atendeu todas as [...] expectativas". Dessa maneira, o camisa 19 passou a ser cobiçado por outros clubes, notadamente os do exterior. Contudo, o centroavante, que já passou pelo futebol suíço, rechaçou a possibilidade de se transferir por qualquer proposta. Segundo o próprio:
| “ | Se eu tiver de ir embora (do São Paulo), vou feliz. Mas não é por qualquer proposta que vou sair do São Paulo. Prefiro jogar aqui do que em um clube de menor expressão fora do país. Passei por muitas dificuldades na Suíça. Agora, estou passando por um clube grande e espero continuar por bastante tempo. | ” |

### Shandong Luneng
Fortemente cobiçado pelo chinês Shandong Luneng, que, em 2014, seria treinado por Cuca, o São Paulo para liberar o atacante, fez valer uma cláusula que havia em seu contrato de empréstimo, adquirindo assim uma parte mais de seus direitos que passou de 20% para 50%, recebendo assim metade dos € 5 milhões (pouco mais de R$ 16 milhões), cerca de R$ 8 milhões oferecido pelo clube chinês. Aloísio, em entrevista, abriu o coração. Balançado pela proposta vinda da Ásia, o atacante disse as seguintes palavras:
| “ | Queria vir aqui e falar que vou continuar, mas no futebol, você não pode resolver as coisas com a emoção. O carinho que recebo do torcedor é algo fantástico. Serei eternamente grato. Uma coisa eu posso garantir: se sair, vou e volto para cá. | ” |

### Hebei China Fortune
No dia 15 de julho de 2016, foi anunciado como novo reforço do Hebei China Fortune, da China.

### Aposentadoria
No dia 24 de junho de 2024, Aloísio anunciou sua aposentadoria do futebol.

## Seleção chinesa
Em 29 de abril de 2020, Aloísio seria convocado para a Seleção chinesa, seleção de cujo país ele possui cidadania desde 2019, para participar de treinos.

## Estatísticas
Até 22 de julho de 2017.

### Clubes
| Clube               | Temporada         | Campeonato nacional | Campeonato nacional | Campeonato nacional | Copa nacional[a] | Copa nacional[a] | Copa nacional[a] | Competições continentais[b] | Competições continentais[b] | Competições continentais[b] | Outros torneios[c] | Outros torneios[c] | Outros torneios[c] | Total | Total | Total   |
| Clube               | Temporada         | Jogos               | Gols                | Assist.             | Jogos            | Gols             | Assist.          | Jogos                       | Gols                        | Assist.                     | Jogos              | Gols               | Assist.            | Jogos | Gols  | Assist. |
| ------------------- | ----------------- | ------------------- | ------------------- | ------------------- | ---------------- | ---------------- | ---------------- | --------------------------- | --------------------------- | --------------------------- | ------------------ | ------------------ | ------------------ | ----- | ----- | ------- |
| Grêmio              | 2006              | 1                   | 0                   | 0                   | 0                | 0                | 0                | —                           | —                           | —                           | 0                  | 0                  | 0                  | 1     | 0     | 0       |
| Grêmio              | 2007              | 0                   | 0                   | 0                   | —                | —                | —                | 0                           | 0                           | 0                           | 0                  | 0                  | 0                  | 0     | 0     | 0       |
| Grêmio              | Total             | 1                   | 0                   | 0                   | 0                | 0                | 0                | 0                           | 0                           | 0                           | 0                  | 0                  | 0                  | 1     | 0     | 0       |
| Chiasso             | 2007–08           | 14                  | 7                   | 0                   | 1                | 2                | 0                | —                           | —                           | —                           | —                  | —                  | —                  | 15    | 9     | 0       |
| Chiasso             | 2008–09           | 12                  | 6                   | 0                   | —                | —                | —                | —                           | —                           | —                           | —                  | —                  | —                  | 12    | 6     | 0       |
| Chiasso             | Total             | 26                  | 13                  | 0                   | 1                | 2                | 0                | 0                           | 0                           | 0                           | 0                  | 0                  | 0                  | 27    | 15    | 0       |
| Caxias              | 2010              | 7                   | 1                   | 0                   | —                | —                | —                | —                           | —                           | —                           | 8                  | 0                  | 0                  | 15    | 1     | 0       |
| Caxias              | Total             | 7                   | 1                   | 0                   | 0                | 0                | 0                | 0                           | 0                           | 0                           | 8                  | 0                  | 0                  | 15    | 1     | 0       |
| Chapecoense         | 2011              | —                   | —                   | —                   | —                | —                | —                | —                           | —                           | —                           | 19                 | 14                 | 0                  | 19    | 14    | 0       |
| Chapecoense         | Total             | 0                   | 0                   | 0                   | 0                | 0                | 0                | 0                           | 0                           | 0                           | 19                 | 14                 | 0                  | 19    | 14    | 0       |
| Figueirense         | 2011              | 21                  | 4                   | 1                   | —                | —                | —                | —                           | —                           | —                           | —                  | —                  | —                  | 21    | 4     | 1       |
| Figueirense         | 2012              | 30                  | 14                  | 3                   | —                | —                | —                | 2                           | 0                           | 1                           | 17                 | 14                 | 0                  | 49    | 28    | 4       |
| Figueirense         | Total             | 51                  | 18                  | 4                   | 0                | 0                | 0                | 2                           | 0                           | 1                           | 17                 | 14                 | 0                  | 70    | 32    | 5       |
| São Paulo           | 2013              | 33                  | 11                  | 1                   | —                | —                | —                | 18                          | 6                           | 6                           | 15                 | 4                  | 0                  | 66    | 21    | 7       |
| São Paulo           | Total             | 33                  | 11                  | 1                   | 0                | 0                | 0                | 18                          | 6                           | 6                           | 15                 | 4                  | 0                  | 66    | 21    | 7       |
| Shandong Luneng     | 2014              | 27                  | 10                  | 3                   | 7                | 4                | 0                | 6                           | 1                           | 0                           | —                  | —                  | —                  | 40    | 15    | 3       |
| Shandong Luneng     | 2015              | 28                  | 22                  | 9                   | 3                | 2                | 0                | —                           | —                           | —                           | 1                  | 0                  | 0                  | 32    | 24    | 9       |
| Shandong Luneng     | 2016              | 11                  | 1                   | 0                   | 2                | 1                | 0                | —                           | —                           | —                           | —                  | —                  | —                  | 13    | 2     | 0       |
| Shandong Luneng     | Total             | 66                  | 33                  | 12                  | 12               | 7                | 0                | 6                           | 1                           | 0                           | 1                  | 0                  | 0                  | 85    | 41    | 12      |
| Hebei China Fortune | 2016              | 11                  | 6                   | 0                   | —                | —                | —                | —                           | —                           | —                           | —                  | —                  | —                  | 11    | 6     | 0       |
| Hebei China Fortune | 2017              | 15                  | 7                   | 0                   | 0                | 0                | 0                | —                           | —                           | —                           | —                  | —                  | —                  | 15    | 7     | 0       |
| Hebei China Fortune | Total             | 26                  | 13                  | 0                   | 0                | 0                | 0                | 0                           | 0                           | 0                           | 0                  | 0                  | 0                  | 26    | 13    | 0       |
| Total na carreira   | Total na carreira | 210                 | 89                  | 17                  | 13               | 9                | 0                | 26                          | 7                           | 7                           | 60                 | 32                 | 0                  | 309   | 137   | 24      |

- a. ^ Jogos da Copa do Brasil, Copa da Suíça e Copa da China
- b. ^ Jogos da Copa Sul-Americana, Recopa Sul-Americana, Copa Suruga Bank, Copa Libertadores da América e Liga dos Campeões da AFC
- c. ^ Jogos do Campeonato Gaúcho, Campeonato Catarinense, Campeonato Paulista e Supercopa da China

## Títulos
Grêmio
- Campeonato Gaúcho: 2007

Chapecoense
- Campeonato Catarinense: 2011

São Paulo
- Eusébio Cup: 2013

Shandong Luneng
- Copa da China: 2014
- Supercopa da China: 2015

### Artilharias
- Campeonato Catarinense: 2012 (14 gols)
- Recopa Sul-Americana: 2013 (1 gol)
- Eusébio Cup: 2013 (1 gol)
- Super Liga Chinesa: 2015 (22 gols)